# 硝酸盐还原酶

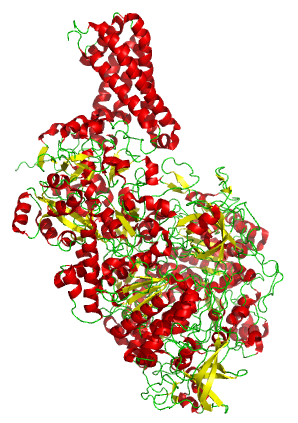

硝酸盐还原酶（EC 1.7.1.3）是将硝酸盐（NO−
3）还原成亚硝酸盐（NO−
2）的一种含钼辅因子的酶。
硝酸还原酶存在于细胞质当中，是一种可溶性的钼黄素蛋白，由黄素腺嘌呤二核苷酸（FAD）、血红素和钼复合物组成。
1957年，吴湘钰和汤佩松老先生首次证明硝酸还原酶是一种诱导酶。